# Prawdinski
Prawdinski (russisch Правдинский) ist eine Siedlung städtischen Typs in der Oblast Moskau (Russland) mit 10.587 Einwohnern (Stand 14. Oktober 2010).

## Geographie
Die Siedlung liegt knapp 40 km Luftlinie nordnordöstlich des Zentrums der russischen Hauptstadt – zugleich des Oblastverwaltungszentrums – Moskau und gut 20 km vom Moskauer Autobahnring entfernt. Durch den Ort fließt die Skalba, ein Zufluss des linken Kljasma-Nebenflusses Utscha.
Prawdinski gehört zum Rajon Puschkinski und ist von dessen Verwaltungszentrum Puschkino etwa 8 km in nördlicher Richtung entfernt. Die Siedlung bildet eine gleichnamige Stadtgemeinde (gorodskoje posselenije).

## Geschichte
Der Ort entstand ab 1930 als Datschensiedlung um die Bahnstation des nahegelegenen Dorfes Bratowschtschina. Zunächst erhielt er wie die Bahnstation den Namen Prawda (russisch für Wahrheit) nach der gleichnamigen Zeitung, für deren Mitarbeiter dort ein gleichnamiges Erholungsheim errichtet wurde.
1941 wurde unter dem heutigen Namen der Status einer Siedlung städtischen Typs verliehen.

### Bevölkerungsentwicklung
| Jahr | Einwohner |
| ---- | --------- |
| 1939 | 6.101     |
| 1959 | 11.369    |
| 1970 | 11.727    |
| 1979 | 11.161    |
| 1989 | 11.295    |
| 2002 | 10.458    |
| 2010 | 10.587    |

Anmerkung: Volkszählungsdaten

## Wirtschaft und Infrastruktur
In Prawdinski gibt es Betriebe der Bau- und Baumaterialienwirtschaft, der Elektrotechnik sowie eine Möbelfabrik, außerdem mehrere Forschungsinstitute.
Beim Ort befindet sich der Haltepunkt Prawda an der Stammstrecke der Transsibirischen Eisenbahn (Streckenkilometer 36 ab Moskau Jaroslawler Bahnhof). Die Fernstraße M8 Moskau – Jaroslawl – Archangelsk führt etwa zwei 2 km östlich vorbei.